# Кохаю. Чекаю. Олена.
«Кохаю. Чекаю. Олена» (рос. «Люблю. Жду. Лена») — радянський художній фільм 1983 року, знятий на Кіностудії ім. М. Горького.

## Сюжет
До вахтового селища Степановичу в його відсутність приходить телеграма від жінки, з якою він кілька років тому розлучився через непорозуміння. Його напарник Сергій, колишній десантник, вирішує зустріти цю жінку. Цілу ніч він добирається до станції по суші і по воді, по шляху згадуючи історію свого непростого кохання…

## У ролях
- Олександр Новиков —  Сергій Крутов
- Ольга Битюкова —  Ольга
- Юліана Бугаєва —  Лариса Анатоліївна, мати Ольги
- Анатолій Ромашин —  Олександр Дем'янович, батько Ольги
- Сергій Никоненко —  Степанович
- Катерина Вороніна —  Олена
- Лев Пригунов —  Валерій Аркадійович
- Катерина Васильєва —  Люська
- Зінаїда Кирієнко —  Настасья Меркулівна
- Федір Валіков —  Харитон Семенович
- Ельдор Уразбаєв —  геолог
- Віктор Філіппов —  геолог
- Олексій Ванін —  Гнат, машиніст локомотива
- Андрій Вертоградов —  Андрюша
- Георгій Светлані —  старий скрипаль
- Олександр Январьов —  односельчанин Сергія

## Знімальна група
- Автор сценарію і режисер:  Сергій Никоненко
- Оператор: Михайло Гойхберг
- Художник: Анатолій Кочуров
- Композитор: Володимир Камоліков
- Директор знімальної групи: Давид Пробер